# Esperimento di Pound-Rebka

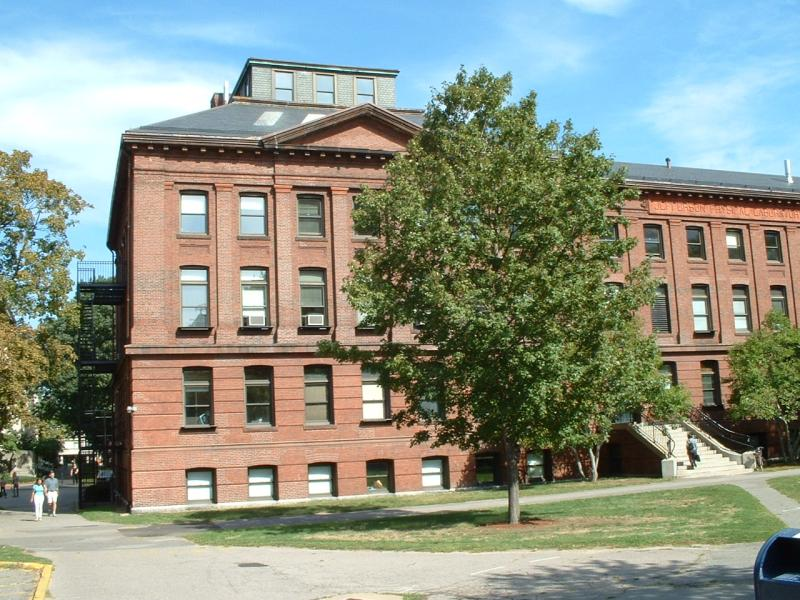
Il laboratorio Jefferson dell'Università Harvard, dove fu condotto l'esperimento.

L'esperimento di Pound-Rebka, effettuato nel 1959, è consistito nell'emissione di raggi gamma dalla sommità di una torre e nella loro misurazione con un ricevitore posto alla base della torre.

## Scopo
Lo scopo dell'esperimento era di testare la teoria della relatività generale di Albert Einstein controllando se i fotoni guadagnavano effettivamente energia nel loro percorso in direzione di una sorgente gravitazionale, che in questo caso era la Terra. L'esperimento fu proposto nel 1959 dal fisico Robert Pound e dal suo laureando Glen Rebka, e fu l'ultimo dei test classici di verifica della relatività generale condotti nel corso dell'anno.
Si tratta di un esperimento di redshift gravitazionale che misura la variazione di frequenza della radiazione elettromagnetica in un campo gravitazionale. Nell'esperimento era previsto un aumento della frequenza, e quindi si trattava in effetti di un blueshift. Il test dimostrò anche la previsione della relatività generale secondo la quale gli orologi misurano tempi diversi in luoghi diversi di un campo gravitazionale. Viene considerato l'esperimento che ha dato l'avvio all'era delle misurazioni di precisione della relatività generale.

## L'esperimento
Nell'esperimento di Pound-Rebka, l'emettitore era stato posizionato alla sommità di una torre del laboratorio Jefferson dell'Università Harvard, mentre il ricevitore era posizionato alla base della torre.
 
La relatività generale predice che il campo gravitazionale della Terra provocherà un aumento della frequenza (spostamento verso il blu) di un fotone emesso in direzione della Terra secondo la relazione:
{\displaystyle f_{r}={\sqrt {\frac {1-{\dfrac {2GM}{(R+h)c^{2}}}}{1-{\dfrac {2GM}{Rc^{2}}}}}}f_{e},}
dove {\displaystyle f_{r}} e {\displaystyle f_{e}} sono le frequenze del ricevitore e dell'emettitore, h è la loro distanza, M è la massa della Terra, R è il raggio terrestre, G è la costante di gravitazione universale e c è la velocità della luce.
Per controbilanciare l'effetto del blueshift gravitazionale, l'emettitore venne fatto muovere verso l'alto, cioè in allontanamento dal ricevitore, in modo da causare uno spostamento verso il rosso in base all'effetto Doppler, secondo la seguente formula:
{\displaystyle f_{r}={\sqrt {\frac {1-v/c}{1+v/c}}}f_{e},}
dove {\displaystyle v} è la velocità relativa tra emettitore e ricevitore. Pound e Rebka variarono la velocità relativa {\displaystyle v} in modo che il redshift per effetto Doppler bilanciasse esattamente il blueshift gravitazionale:
{\displaystyle {\sqrt {{\frac {1-v/c}{1+v/c}}\cdot {\frac {1-{\dfrac {2GM}{(R+h)c^{2}}}}{1-{\dfrac {2GM}{Rc^{2}}}}}}}=1.}
Nell'esperimento di Pound-Rebka, l'altezza della torre {\displaystyle h\ll R} è piccola in confronto al raggio della Terra e pertanto il campo gravitazionale si può considerare costante. Si può pertanto applicare la meccanica newtoniana:
{\displaystyle v\approx {\frac {gh}{c}}} = 7.5×10−7 m/s
L'energia associata a un redshift gravitazionale su una distanza di soli 22,5 m, pari all'altezza della torre, è molto piccola. La variazione frazionale dell'energia δE/E, è uguale a gh/c2 = 2,5×10−15. Sono pertanto richiesti fotoni di energia molto alta e lunghezza d'onda molto corta. I raggi gamma a 14 keV emessi dall'isotopo 57Fe durante la transizione verso il suo stato base, si sono dimostrati sufficienti per condurre l'esperimento.